# Split (skiva)
En split är ett musikalbum, en EP eller en singelskiva som delas av två, eller fler, grupper eller artister.
Fenomenet är främst förknippat med grammofonskivor och kassettband, där man bidrog med en sida var. När CD kom fortsatte en del artister och grupper att dela skiva med samma idé, fastän det bara finns en sida på CD-skivor. Vinylskivor är dock fortfarande det vanligaste formatet för nya splitskivor. I och med CD-skivan kom också vissa samlingsskivor med tre grupper eller artister att kallas splits.
Splitskivor är vanligt inom bland annat punk, hardcore, vissa former av metal som grindcore, noise, viss rock'n'roll och indierock. Grupper som gjort splitskivor till sitt huvudsakliga format (främst singlar, men med många spår) finns nästan uteslutande inom experimentella och extrema former av hardcore och grindcore, samt noisegenren.

## Exempel
- Split – mellan Kyuss och Queens of the Stone Age
- Refused Loves Randy – split med Randy och Refused
- Anabola Melodier – split med Coca Carola och 23 Till